# Pristomerus euryptychiae
Pristomerus euryptychiae är en stekelart som beskrevs av William Harris Ashmead 1896. Pristomerus euryptychiae ingår i släktet Pristomerus och familjen brokparasitsteklar. Inga underarter finns listade i Catalogue of Life.